# Сопота (Загорје об Сави)
Сопота (словен. Sopota) је насељено место у општини Загорје об Сави, Засавска регија, Словенија.

## Историја
До територијалне реорганизације у Словенији била је у саставу старе општине Загорје об Сави. Сопота постоји као самостално насеље од 1999. године. Настала је издвајањем дела из насеља Подкум.

## Становништво
У попису становништва из 2011. године, Сопота је имала 56 становника.
| Број становника према пописима | Број становника према пописима |
| ------------------------------ | ------------------------------ |
| 2002                           | 2011                           |
| 52                             | 56                             |

Напомена: Године 1999. настала издвајањем дела из насеља Подкум.